# Gideon Ståhlberg
Anders Gideon Tom Ståhlberg (ur. 26 stycznia 1908 w Göteborgu, zm. 26 maja 1967 w Leningradzie) – szwedzki szachista, arcymistrz od 1950 roku.

## Kariera szachowa
Pierwszy sukces odniósł w 1927 r., dzieląc I miejsce (wraz ze Gösta Stoltzem) w mistrzostwach Szwecji. Tytuły mistrza kraju zdobył jeszcze dwukrotnie, w latach 1929 i 1939. Do wybuchu II wojny światowej odniósł kilka znaczących rezultatów w międzynarodowych turniejach, m.in. w Niendorfie (1934, I miejsce), Sopocie (1935, I), Örebro (1935, III), Helsinkach (1936, III), Margate (1936, III), Juracie (1937, indywidualne mistrzostwa Polski, II), Sztokholmie (1937, II), Kemeri (1939, II-III) oraz Bad Harzburgu (1939, II). W tym okresie rozegrał szereg meczów z wybitnymi szachistami, m.in. z Jefimem Bogolubowem (Göteborg 1930, wynik 1½ – 3½), Rudolfem Spielmannem (Sztokholm 1930, 1½ – 4½ oraz Sztokholm 1933, 5 – 3), Aronem Nimzowitschem (Göteborg 1934, 5 – 3), Reubenem Fine’em (Sztokholm 1937, 3 – 5) oraz Paulem Keresem (Sztokholm 1938, 4 – 4).
W latach 1939–1948 mieszkał w Argentynie. W tym okresie wielokrotnie brał udział w turniejach, zwyciężając w Mar del Plata (1941) oraz Buenos Aires (1941 i 1947). Po powrocie do Europy w krótkim czasie awansował do ścisłej światowej czołówki. W 1948 r. zajął VIII miejsce w turnieju międzystrefowym w Saltsjöbaden, zdobywając awans do turnieju pretendentów w 1950 r. w Budapeszcie. W turnieju tym osiągnął życiowy sukces, zajmując VII miejsce (co odpowiadało wówczas ósmej pozycji na świecie). W międzyczasie zwyciężył w silnie obsadzonym turnieju w Trenczyńskich Cieplicach (1949). W 1952 r. ponownie wywalczył awans do grona pretendentów, zajmując VI miejsce na turnieju międzystrefowym, rozegranym w Sztokholmie. Drugi start w turnieju pretendentów w 1953 r. w Zurychu był już jednak nieudany (zajął w nim ostatnie XV miejsce). Ostatnim turniejowym sukcesem Ståhlberga było zwycięstwo w Göteborgu w 1958 roku.
Pomiędzy 1928 a 1964 r. trzynastokrotnie reprezentował barwy narodowe na olimpiadach szachowych (w tym 12 razy na I szachownicy), łącznie zdobywając 122 pkt w 200 partiach. W swoim dorobku posiada 4 medale: 2 srebrne (wraz z drużyną w 1935 r. oraz za rezultat indywidualny w 1952 r.) i 2 brązowe (drużynowy z 1933 r. oraz indywidualny z 1935 r.).
Oprócz sukcesów w turniejach, uznanie zdobył również jako międzynarodowy sędzia. W latach 1951–1963 sześciokrotnie sędziował mecze o mistrzostwo świata (w tym 5 razy jako sędzia główny). Poza tym, w latach 1949–1956 był autorem oficjalnych wydawnictw FIDE, poświęconych turniejom międzystrefowym i pretendentów.
Według retrospektywnego systemu Chessmetrics, najwyższy ranking osiągnął w marcu 1948 r., z wynikiem 2762 zajmował wówczas trzecie miejsce na świecie (za Michaiłem Botwinnikiem i Miguelem Najdorfem).
Zmarł nagle na atak serca po rozpoczęciu turnieju w Leningradzie, w którym miał uczestniczyć.